# Fundação Gol de Letra
A Fundação Gol de Letra é uma empresa sem fins lucrativos da sociedade civil instituída em 1998 pelos tetra campeões mundiais de futebol Raí de Oliveira e Leonardo Nascimento de Araújo, que desenvolve e dissemina práticas e saberes educativos para aproximadamente 1.000 crianças, adolescentes e jovens em um contexto de proteção social em São Paulo e no Rio de Janeiro.
Reconhecida pela UNESCO como modelo mundial no apoio às crianças em situação de vulnerabilidade social, a Instituição tem como missão "contribuir para a formação educacional e cultural de crianças e jovens para que possam atuar com autonomia na transformação de suas realidades".

## Propostas
A proposta educacional da Fundação Gol de Letra fundamenta-se na proteção integral à criança e ao adolescente (lei nº 8.069/1990), estabelecida pelo Estatuto da Criança e do Adolescente (ECA), focando no direito à Educação, à Cultura, ao Esporte e ao Lazer. A Lei de Diretrizes e Bases da Educação Nacional (LDB - Lei nº 9.394/1996) ampara a importância do trabalho socioeducativo ao prescrever, como diretriz
e meta, a Educação Integral.
A proposta de ação social possui referência na Política Nacional de Assistência Social, na Lei Orgânica de Assistência Social (LOAS), no Programa Nacional de Assistência Social (PNAS) e no Sistema Único de Assistência Social (SUAS), que pressupõem a centralidade na família e a importância do caráter socioassistencial das ações que têm como objetivo o
desenvolvimento de contextos de proteção social familiar, escolar e comunitário.